# 마도노 미츠아키
마도노 미츠아키(일본어: 眞殿 光昭 1964년 7월 28일 ~ )는 일본의 아오니 프로덕션 소속이고 오사카부 출신의 성우다.

## 출연 작품

### 애니메이션
1992년
- 히메쨩의 리본(타카다 테츠오)

1994년
- 떴다! 럭키맨(회사원 아저씨)
- 드래곤볼(천진반)

1995년
- 아즈키짱(타카야나기 켄)
- 폭렬헌터(마론 그랏셰)
- 닌쿠(아이쵸)

1996년
- 하멜의 바이올린(클라리넷)

1997년
- 용자왕 가오가이가(핏쳐)
- 포츈 퀘스트 L(기어)

1998년
- 구슬동자(키이로봉)

1999년
- 펫숍 오브 호러즈(로저 스탠포드)
- 하급생 TV판(고토 미노루)
- 빅토리 구슬동자(키이로봉)
- 마이크로맨(월터)

2000년
- 더 파이팅(우메자와 마사히코)

2001년
- 탑블레이드(블레이더 DJ)
- 정글은 언제나 하레와 구우(크라이브)
- 엑스 TV시리즈(아리스가와 소라타)

2002년
- 겟 백커즈(에미시 하루키)
- 하나다 소년사(오리타 마나부)
- 파타파타 비행선의 모험(모리리레)
- 사무라이 디퍼 쿄우(친메이)

2003년
- 무인행성 서바이브(카오루)

2004년
- 쾌걸 조로리(미카엘)
- 간츠(무로토 하지메)
- 이니셜D 포스 스테이지(이치죠)
- 블리치(콘)
- 천상천하(카구라자카 시노부)
- 망각의 선율(핫스루 몽키)

2005년
- 장금이의 꿈(장수로)
- 강식장갑 가이버 TV(무라카미 마사키)
- GUNXSWORD(우)
- 사모님은 여고생(이치마루 쿄스케)

2006년
- 은혼(이토 카모타로)
- 나왔어요! 파워 퍼프 걸 Z(에이스)
- 페이트 스테이 나이트(류도 잇세이)
- 도쿄 트라이브 2(키무)
- 사상최강의 제자 켄이치(쿠겐인 히비키)
- 코드기어스 반역의 를르슈(오우기 카나메)
- 무장연금(쵸노 코샤쿠)
- 채운국 이야기(홍려심)
- 여고생 GIRL'S-HIGH-(아이돌 오다기리)
- 만담천녀 오유이(코츠카하라 사쿄)

2007년
- 채운국 이야기 2기(홍려심)
- 사랑하는 천사 안젤리크 ~빛나는 내일~(찰리)

2008년
- 코드기어스 반역의 를르슈 R2(오우기 카나메)
- 투 러브 트러블(기브리)
- 비밀 -The Top Secret-(오노기다 히지리)

2009년
- 이누야샤 완결편(바쿠야)
- 크로스 게임(아즈마 쥰페이)

2010년
- 슈퍼로봇대전 OG 디 인스펙터(유우키 제그넌)

2011년
- 경계선상의 호라이즌(요시나오)
- 페르소나 4(아다치 토오루)

### OVA
1993년
- 오늘부터 우리는!!(사가와 나오야)

1995년
- 하이퍼 돌(아카이 히데오)

1997년
- 팔운성(에마 미츠루)
- 사쿠라 통신(이나바 토우마)
- 베이비 러브(슈도 라이)
- 하급생(고토 미노루)

1998년
- 게키강가 3 열혈대결전(텐쿠우 켄)
- 사이킥 포스(리처드 웡)

2000년
- 안젤리크 OVA 시리즈(찰리)
- 용자왕 가오가이가 파이널(솔다트J)

2001년
- 엑스-예조(아리스가와 소라타)
- 아지무(오토미네 유우마)

2007년
- 부드럽게 삼국지를 자극하라 여포코쨩(남자)

### 극장판
2006년
- 블리치 극장판 시리즈(콘)

2010년
- 페이트 스테이 나이트 극장판(류도 잇세이)

### 외화 더빙

#### 권상우전담
- 그림자 애인 - 권
- 대물 - 하도야
- 동갑내기 과외하기 - 김지훈
- 두번할까요 - 현우
- 말죽거리 잔혹사 - 현수
- 못된 사랑 - 강용기
- 슬픈 연가 - 서준영
- 슬픔보다 더 슬픈 이야기 - 강철규/케이
- 신데렐라맨 - 오대산
- 신부수업 - 규식
- 신의 한 수: 귀수편 - 귀수
- 야수 - 장도영
- 야왕 - 하류
- 일단 뛰어 - 우섭
- 차이니스 조디악 - 사이먼
- 천국의 계단 - 차송주
- 청춘만화 - 지환
- 태양속으로 - 강석민
- 통증 - 남순
- 히트맨 -  김봉준(준) / 김수혁
- 히트맨2 - 김봉준(준) / 김수혁
- 히트맨3 - 김봉준(준) / 김수혁
- 히트맨4 - 김봉준(준) / 김수혁